# António da Fonseca Soares

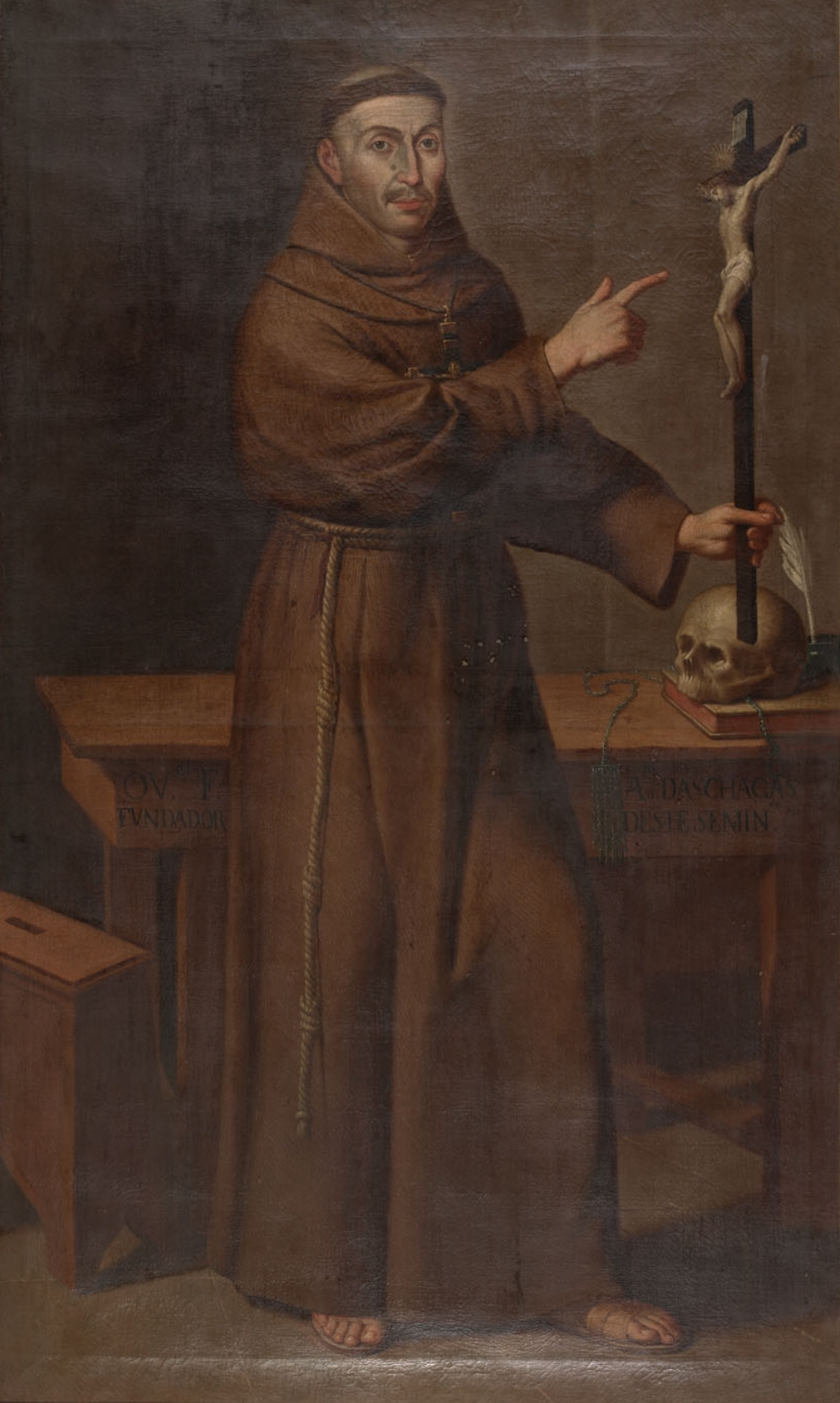
Frei António das Chagas

António da Fonseca Soares, znany jako António das Chagas (ur. 1631, zm. 1683) – portugalski kaznodzieja franciszkański, prozaik i poeta barokowy. Autor Listów uduchowionych (Cartas espirituais, 1684–1687) oraz, wydanych pośmiertnie, Kazań autentycznych i rozważań duchowych (Sermőes genuĭnos e práticas espiraituaus, 1690). Przed wstąpieniem do zakonu był wojskowym w randze kapitana, prowadził życie podróżnika i awanturnika.